# Ейгон II Таргарієн
Ейгон II Таргарієн — персонаж вигаданого світу, зображеного в серії книг «Пісня Льоду та Вогню» Джорджа Мартіна, король Вестероса з валірійської династії Таргарієнів, який воював зі своєю єдинокровною сестрою Рейєнірою за престол під час Танцю Драконів. Один із героїв книги «Полум'я та кров» та телесеріалу «Дім Дракона».

## Біографія
Ейгон II належав до королівської династії Таргарієнів, яка правила у Вестеросі. Він був старшим сином короля Візериса I та його другої дружини Алісент Хайтауер. У першому шлюбі у Візеріса народилася дочка Рейєніра, яку він проголосив спадкоємицею престолу. У Таргарієнів було прийнято передавати владу по чоловічій лінії, тому багато хто почав бачити в Ейгоні майбутнього короля, але Візеріс не став переглядати заповіт. Поступово придворні розділилися на дві партії — «зелених» (прихильників Алісент та її дітей) та «чорних» (прихильників Рейєніри).
Коли Візеріс помер, королева Алісент і лорд-командувач Королівської гвардії Крістон Коль проголосили королем Ейгона. У відповідь Рейєніра організувала власну коронацію. Почалася війна, що отримала назву «Танець Драконів», оскільки обидві сторони використовували драконів у битвах. Ейгон втратив свого первістка Джейхейріса (його вбили люди, найняті чоловіком Рейєніри Дейємоном). У битві біля Грачиного Притулку король убив дружину лорда Дріфтмарка Корліса Веларіона Рейєніс, але сам був тяжко поранений. Пізніше Рейєнірі вдалося зайняти столицю. Король утік на Драконів Камінь, захопив цю фортецю, але серйозно постраждав у поєдинку з дочкою Дейємона Бейлою Таргарієн. Бунт у Королівській Гавані поклав край правлінню Рейєніри; Ейгон узяв сестру в полон і віддав її на поталу своєму дракону. Король знову встановив контроль над столицею, але мир після цього не настав: «чорні» продовжували боротися, обстоюючи права сина Рейєніри, Ейгона Молодшого.
Ейгон II пережив сестру всього на пів року, будучи отруєний своїми ж соратниками. Новим королем став син Рейєніри, і на самому початку його правління лорд Вінтерфелла Кріган Старк як правиця судив лордів, винних у вбивстві Ейгона II.

## У книгах та образотворчому мистецтві

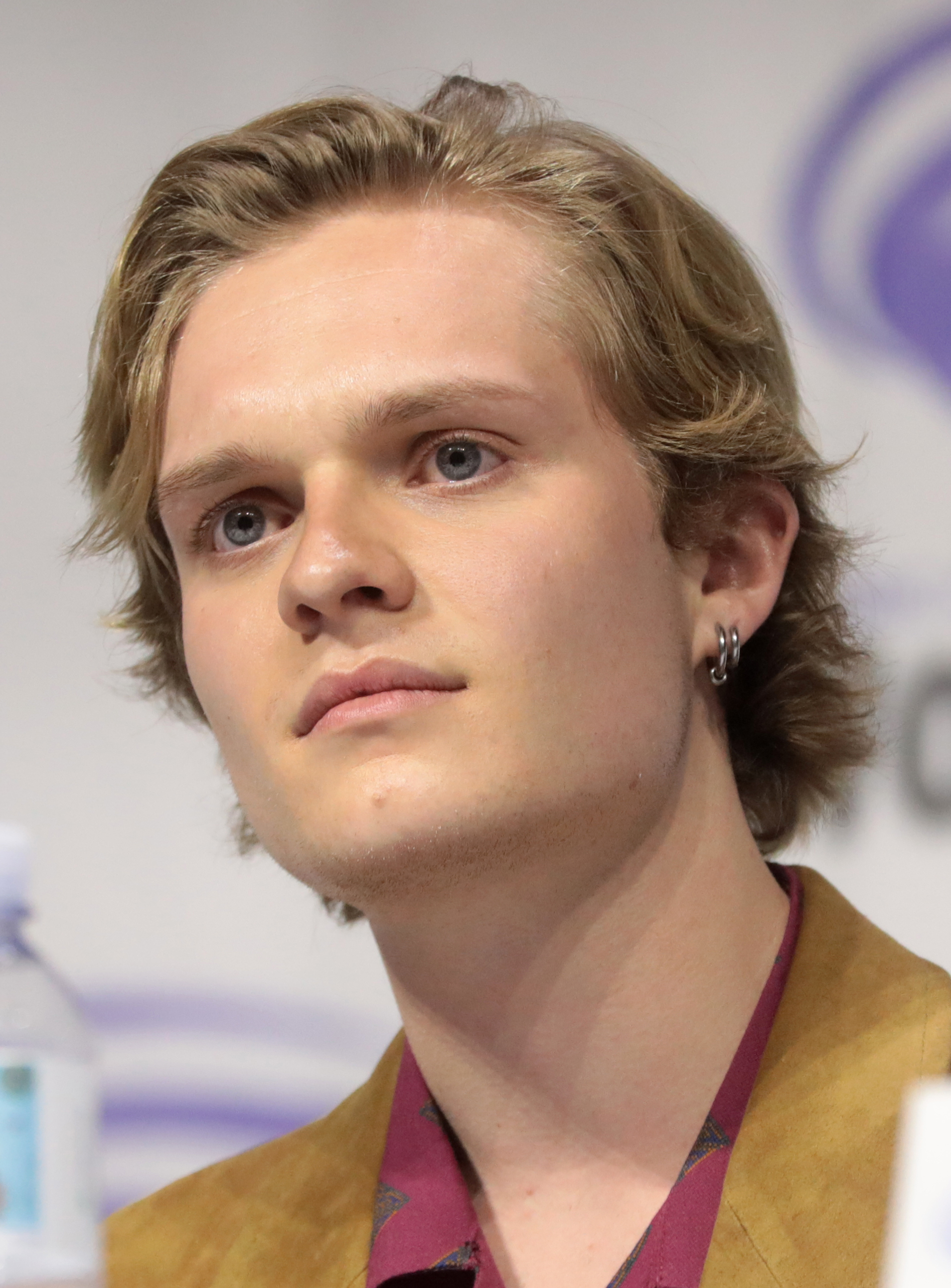
Том Глінн-Карні

Ейгон став одним із персонажів книг Джорджа Мартіна «Світ льоду та полум'я» та «Полум'я та кров», написаних у форматі псевдохроніки. Його коронацію зобразив на своєму малюнку художник-ілюстратор Даг Вітлі. Ейгон з'явиться і в телесеріалі «Дім Дракона» (2022), де його зіграли Тай Теннант (в юності) та Том Глінн-Карні.

## Сприйняття
Фахівці вважають історичним прототипом Таргарієнів данських вікінгів, що завоювали в IX столітті істотну частину Англії. Образ Ейегона може бути частково заснований на біографії англійського короля Стефана, який боровся за престол із Матильдою, якій заповідав владу її батько.